# علم الجينوم الوظيفي
علم الجينوم الوظيفي هو علم يبحث في مجال البيولوجيا الجزيئية الذي يحاول وصف وظائف الجينات والبروتينات الوظائف والتفاعلات. تستفيد الجينوم الوظيفية من البيانات الهائلة الناتجة عن المشروعات الجينومية والنسخة النصية (مثل مشاريع تسلسل الجينوم وتسلسل الحمض النووي). تركز الجينوم الوظيفية على الجوانب الديناميكية مثل نسخ الجينات والترجمة وتنظيم التعبير الجيني وتفاعلات البروتين - البروتين، على عكس الجوانب الثابتة للمعلومات الجينية مثل تسلسل الحمض النووي أوالبنية. من الخصائص الرئيسية لدراسات الجينوم الوظيفية النطاق الواسع للجينوم تجاه هذه الأسئلة، والذي يشتمل عمومًا على طرق إنتاجية عالية بدلاً من طريقة «جين بواسطة جين».

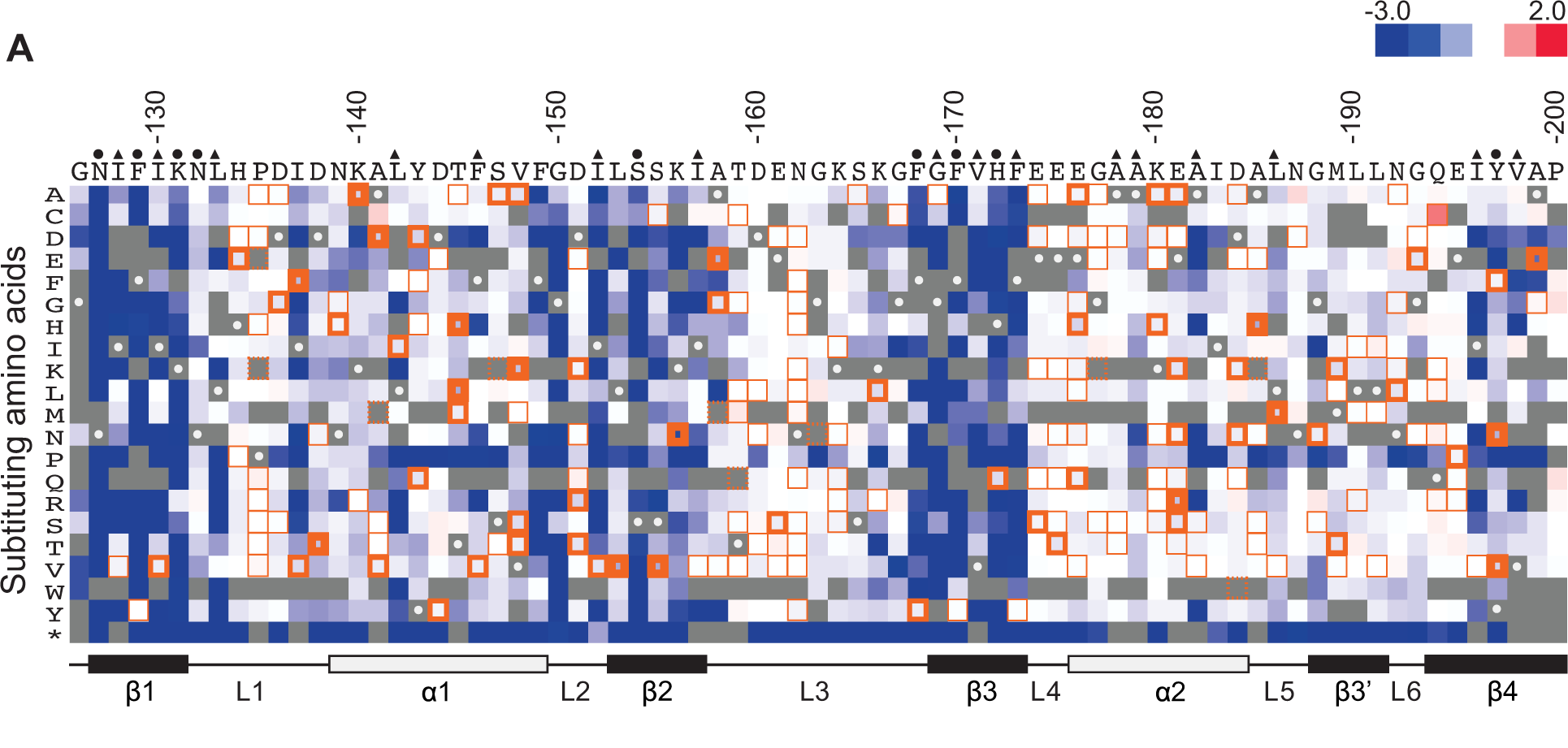
مسح تحولي عميق لرسالة التعرف على الحمض النووي الريبي (RRM2) لبروتين رابط الخميرة بولي (Pab1)

## تعريف وأهداف علم الجينوم الوظيفي
من أجل فهم علم الجينوم الوظيفي، من المهم تحديد الوظيفة أولاً. في ورقتهم  Graur et al. تحديد الوظيفة بطريقتين ممكنتين. هذه هي «التأثير المحدد» و «الدور السببي». تشير وظيفة "Selected Effect" إلى الوظيفة التي يتم تحديد سمة لها (DNA ، RNA ، بروتين إلخ). تشير وظيفة «الدور السببي» إلى الوظيفة التي تعد سمة كافية وضرورية لها. عادة ما تختبر الجينوم الوظيفي تعريف «الدور السببي» للوظيفة.
الهدف من علم الجينوم الوظيفي هو فهم وظيفة الجينات أو البروتينات، وفي النهاية كل مكونات الجينوم. غالبًا ما يستخدم مصطلح الجينوم الوظيفي للإشارة إلى العديد من الأساليب الفنية لدراسة جينات الكائن الحي والبروتينات ، بما في ذلك «الخواص الكيميائية الحيوية و / أو الخلوية و / أو الفسيولوجية لكل منتج جين»  حين أن بعض المؤلفين يشملون دراسة العناصر اللاجينية في تعريفهم. قد تشمل الجينوم الوظيفية أيضًا دراسات عن التباين الوراثي الطبيعي مع مرور الوقت (مثل تطور الكائن الحي) أو الفضاء (مثل مناطق متعلقة به)، وكذلك الاضطرابات الوظيفية مثل الطفرات.
الهدف من علم الجينوم الوظيفي هو توليد وتوليف المعرفة الجينومية والبروتينية في فهم الخصائص الديناميكية للكائن الحي. يمكن أن يوفر هذا صورة أكثر اكتمالا عن كيفية تحديد الجينوم الوظيفية مقارنة بدراسات الجينات المنفردة. غالبًا ما يكون تكامل بيانات الجينوم الوظيفية جزءًا من مناهج بيولوجيا الأنظمة.

## التقنيات والتطبيقات
تشتمل الجينوم الوظيفية على الجوانب المتعلقة بوظيفة الجينوم نفسه، مثل الطفرة وتعدد الأشكال (مثل تحليل تعدد الأشكال النوكليوتيد الفردي (SNP))، وكذلك قياس الأنشطة الجزيئية. يشتمل الأخير على عدد من «omics» مثل transcriptomics (التعبير الجيني)، والبروتينات (إنتاج البروتينات والأيض. تستخدم الجينوم الوظيفية في الغالب تقنيات متعددة لقياس مدى وفرة العديد من أو كل منتجات الجينات مثل mRNAs أو البروتينات ضمن عينة بيولوجية. قد يختبر نهج الجينوم الوظيفي الأكثر تركيزًا وظيفة جميع المتغيرات في جين واحد وتحديد تأثيرات المسوخ باستخدام التسلسل كقراءة للنشاط. وتسعى طرق القياس هذه معًا لتقدير العمليات البيولوجية المختلفة وتحسين فهمنا لوظائف الجينات والبروتين والتفاعلات.

### على مستوى الحمض النووي

#### خريطة التفاعل الوراثي
يمكن استخدام الحذف المنهجي للجينات أو تثبيط التعبير الجيني لتحديد الجينات ذات الصلة، حتى لو لم تتفاعل بشكل فيزيائي. يشير Epistasis إلى حقيقة أن التأثيرات لاثنين من طرق خروج الجينات المختلفة قد لا تكون مضافة؛ أي أن النمط الظاهري الذي ينتج عند تثبيط جينين قد يكون مختلفًا عن مجموع تأثيرات الضربة القاضية المفردة.

#### تفاعلات الحمض النووي / البروتين
تلعب البروتينات مثل عوامل النسخ دورًا رئيسيًا في تنظيم التعبير الجيني. لفهم كيفية تنظيم التعبير الجيني، من الضروري تحديد تسلسل الحمض النووي مع الذي يتفاعل معه. تم تطوير تقنيات لتحديد مواقع تفاعلات بروتين الحمض النووي. وتشمل هذه التسلسل رقاقة، CUT & RUN التسلسل وبطاقات الاتصال.

#### فحوصات وصول الحمض النووي
تم تطوير مقاييس لتحديد مناطق الجينوم التي يمكن الوصول إليها. هذه المناطق من الكروماتين المفتوحة هي المناطق التنظيمية المرشحة. تشمل هذه المقايسات ATAC-seq و DNase-Seq و FAIRE-Seq .

### على مستوى الحمض النووي الريبي

#### المصفوفات الدقيقة

المصفوفات الدقيقة للحمض النووي

تقوم المصفوفات الدقيقة بقياس كمية mRNA في عينة تتوافق مع جين معين أو تسلسل الحمض النووي للجين. يتم تجميد تسلسلات المجس على سطح صلب ويسمح لها بالتهجين باستخدام mRNA «الهدف» المسمى بالفلورسنت. تتناسب شدة الموضعية في البقعة مع مقدار التتابع المستهدف الذي تم تهجينه لتلك البقعة، وبالتالي إلى وفرة تسلسل mRNA في العينة. تسمح المصفوفات المجهرية بتحديد الجينات المرشحة المشاركة في عملية معينة بناءً على التباين بين مستويات النسخ للظروف المختلفة وأنماط التعبير المشتركة مع جينات الوظيفة المعروفة.
التحليل التسلسلي للتعبير الجيني (SAGE) هو طريقة بديلة للتحليل تعتمد على تسلسل الحمض النووي الريبي (RNA) بدلاً من التهجين. يعتمد SAGE على تسلسل 10-17 علامات ازواج أساسية وهي فريدة لكل جين. يتم إنتاج هذه العلامات من poly-A mRNA ويتم ربطها من طرف إلى طرف قبل التسلسل. يعطي SAGE قياسًا غير متحيز لعدد النصوص لكل خلية، لأنه لا يعتمد على معرفة مسبقة بما تدرسه النصوص (كما تفعل المصفوفات المجهرية).

#### تسلسل الحمض النووي
استحوذ تسلسل الحمض النووي على تقنيات المصفوفات الدقيقة و SAGE في السنوات الأخيرة، كما لوحظ في عام 2016، وأصبح الطريقة الأكثر فعالية لدراسة النسخ والتعبير الجيني. ويتم ذلك عادة من خلال تسلسل الجيل التالي.
مجموعة فرعية من RNA's المتسلسلة عبارة عن RNA's صغيرة، وهي فئة من جزيئات RNA غير المشفرة والتي تعد من الجهات المنظمة الرئيسية لشل الجينات النصية وما بعد النسخية أوشل RNA . يمثل تسلسل الجيل التالي الأداة المعيارية الذهبية لاكتشاف تحليل الحمض النووي الريبي (RNA) غير المشفر وتحليله وتعبيره.

#### فحوصات مراسل موازية على نطاق واسع (MPRAs)
فحوصات المراسل الموازية على نطاق واسع هي تقنية لاختبار النشاط المنظم ل cis-regulatory من تسلسل الحمض النووي. تستخدم MPRAs البلازميد مع cis-regulatory عناصر منظمة ليقود جينًا اصطناعيًا مثل البروتين الفلوري الأخضر. عادة ما يتم اختبار مكتبة من العناصر التنظيمية cis-regulatory باستخدام MPRAs ، يمكن أن تحتوي المكتبة من مئات إلى الآلاف من العناصر التنظيمية cis-regulatory . يتم تقييم النشاط الرقابي باستخدام نشاط مراسل المصب. يتم تقييم نشاط جميع أعضاء المكتبة بالتوازي باستخدام الرموز الشريطية لكل عنصر من عناصر رابطة cis-regulatory أحد القيود على MPRAs هو أن النشاط يفحص على البلازميد وقد لا يلتقط جميع جوانب تنظيم الجينات التي لوحظت في الجينوم.

#### ستار وما يليها
STARR-seq هي تقنية شبيهة ب MPRAs لفحص النشاط المحسن للفئات الجينومية المقطوعة عشوائيًا. في المنشور الأصلي،  وضعت فئات من جينوم ذبابة الفاكهة تم قصها بشكل عشوائي في اتجاه مجرى المفعول بالحد الأدنى. معززات المرشح بين الفئات التي تم قصها عشوائياً ستنسخ نفسها باستخدام مروج الحد الأدنى. باستخدام التسلسل كقراءة والتحكم في كميات المدخلات من كل تسلسل، يتم تقييم قوة المحسنات المفترضة بهذه الطريقة.

#### التشويش وما يليها
Perturb-seq الأزواج كريسبر بواسطة ضربة قاضية للجينات مع التعبير الجيني أحادي الخلية. تُستخدم النماذج الخطية لحساب تأثير ضربة قاضية لجين واحد على التعبير عن جينات متعددة.

### على مستوى البروتين

#### نظام الخميرة ثنائية الهجين
يختبر فحص الخميرة الثنائية (Y2H) بروتين «الطعم» ضد العديد من البروتينات المتفاعلة المحتملة («الفريسة») لتحديد تفاعلات البروتين_البروتين الفيزيائي. يعتمد هذا النظام على عامل النسخ، في الأصل GAL4 ،  كلاهما مجالان منفصلان لتنشيط النسخ والحمض النووي مطلوبان من أجل أن يتسبب البروتين في نسخ جينات المراسل. في شاشة Y2H ، يتم دمج بروتين «الطعم» في مجال الربط الخاص بـ GAL4 ، ويتم التعبير عن مكتبة من البروتينات المحتملة «التفاعلية» (المتفاعلة) في ناقل مع مجال التنشيط. في التفاعل الحي لبروتينات الطعم والفريسة في خلية الخميرة يجمع بين مجالات التنشيط والتجليد في GAL4 بشكلٍ كافٍ بحيث ينتج تعبيرًا عن جين المراسل. من الممكن أيضًا اختبار مكتبة بروتينات الطعوم بشكل منهجي ضد مكتبة من بروتينات الفرائس لتحديد جميع التفاعلات الممكنة في الخلية.

#### AP / MS
تنقية التقارب وطيف الكتلة (AP / MS) قادر على تحديد البروتينات التي تتفاعل مع بعضها البعض في المركبات. يُسمح لمركبات البروتينات بالتشكل حول بروتين «طعم» معين. يتم التعرف على بروتين الطعم باستخدام جسم مضاد أو علامة مؤتلفة تسمح باستخلاصه مع أي بروتينات تكونت بشكل معقد. يتم بعد ذلك هضم البروتينات إلى أجزاء قصيرة من الببتيد ويستخدم مقياس الطيف الكتلي لتحديد البروتينات بناءً على نسب الكتلة إلى الشحن لتلك الأجزاء.

#### المسح التحولي العميق
في المسح التحولي العميق، يتم تجميع كل تغيير محتمل للأحماض الأمينية في بروتين معين. يتم تقييم نشاط كل من هذه المتغيرات البروتينية بالتوازي باستخدام الباركود لكل متغير. بمقارنة النشاط بالبروتين من النوع البري، يتم تحديد تأثير كل طفرة. في حين أنه من الممكن اختبار كل تغيير محتمل للأحماض الأمينية بسبب التوافقيات، يصعب اختبار طفرات متزامنة أو أكثر. كما تم استخدام تجارب المسح الضوئي العميقة لاستنتاج بنية البروتين وتفاعلات بروتين البروتين.

### تقنيات فقدان الوظيفة

#### الطفرات
يمكن التحقق من وظيفة الجينات من خلال «الجرد» المنهجي للجينات واحدًا تلو الآخر. يتم ذلك إما عن طريق الحذف أو تعطيل الوظيفة (مثل الطفرات التداخلية) ويتم فحص الكائنات الحية الناتجة عن الأنماط الظاهرية التي توفر أدلة على وظيفة الجين المعطل.

#### لحمض النووي الريبي
يمكن استخدام طرق تداخل الحمض النووي الريبي (RNAi) لشل أوهدم التعبير الجيني باستخدام ~ 20 زوجًا من RNA المزدوج والذي يتم تسليمه عادةً بواسطة transfection الاصطناعية 20 ~ مير جزيئات الحمض النووي قصيرة التدخل (siRNAs) أو عن طريق الحمض النووي القصيرة المشفرة (shRNAs). يمكن استخدام شاشات RNAi ، حيث يتم إجراء فحوصات تعتمد على ثقافة الخلية أو الكائنات التجريبية (مثل C. elegans) لتعطيل كل جين بشكل منهجي تقريبًا في جينوم أو مجموعات فرعية من الجينات (جينومات فرعية)؛ يمكن تعيين الوظائف المحتملة للجينات المعطلة على أساس الأنماط الظاهرية المرصودة.

#### شاشات كريسبر

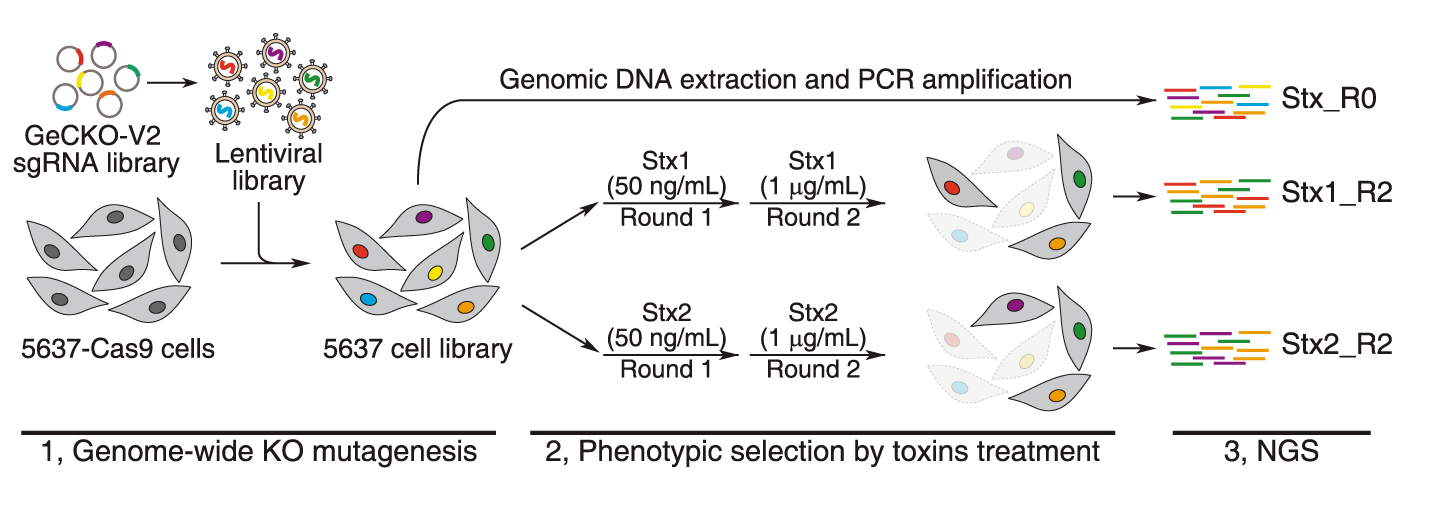
مثال على شاشة فقدان وظيفة كريسبر.

تم استخدام كريسبر-كاس 9 لحذف الجينات بطريقة متعددة في الخطوط الخلوية. تحديد كمية الحمض النووي الريبي دليل لكل الجينات قبل وبعد التجربة يمكن أن تشير نحو الجينات الأساسية. إذا قام دليل الحمض النووي الريبي (RNA) بتخريب أحد الجينات الأساسية، فسيؤدي ذلك إلى فقد تلك الخلية وبالتالي سيكون هناك استنزاف لهذا الحمض النووي الريبي المعين بعد الشاشة. في تجربة حديثة لـ CRISPR-cas9 في خطوط خلايا الثدييات، وجد أن حوالي 2000 جينة ضرورية في خطوط خلوية متعددة. بعض هذه الجينات ضرورية في خط خلية واحد فقط. معظم الجينات هي جزء من مجمعات متعددة البروتين. يمكن استخدام هذا النهج لتحديد الفتك الاصطناعي باستخدام الخلفية الوراثية المناسبة. كريسبر وكريسبرا تتيح فقدان الوظيفة وكسب وظيفة بطريقة مماثلة. حدد كريسبري ~ 2100 جينًا أساسيًا في خط الخلايا K562. كما تم استخدام شاشات حذف كريسبر لتحديد العناصر التنظيمية المحتملة للجينات. على سبيل المثال، تم نشر تقنية تسمى ScanDel والتي حاولت على هذه الطريقة. قام المؤلفون بحذف المناطق الموجودة خارج الجينات المسهدفة (HPRT1 المتورطة في اضطراب مندليا) في محاولة لتحديد العناصر التنظيمية لهذا الجين. غاسبيريني وآخرون. لم تحدد أي عناصر تنظيمية بعيدة عن HPRT1 باستخدام هذا النهج، ولكن يمكن توسيع نطاق هذه النهج لتشمل الجينات الأخرى المسهدفة.

## طرق المعلوماتية الحيوية في علم الجينوم الوظيفي

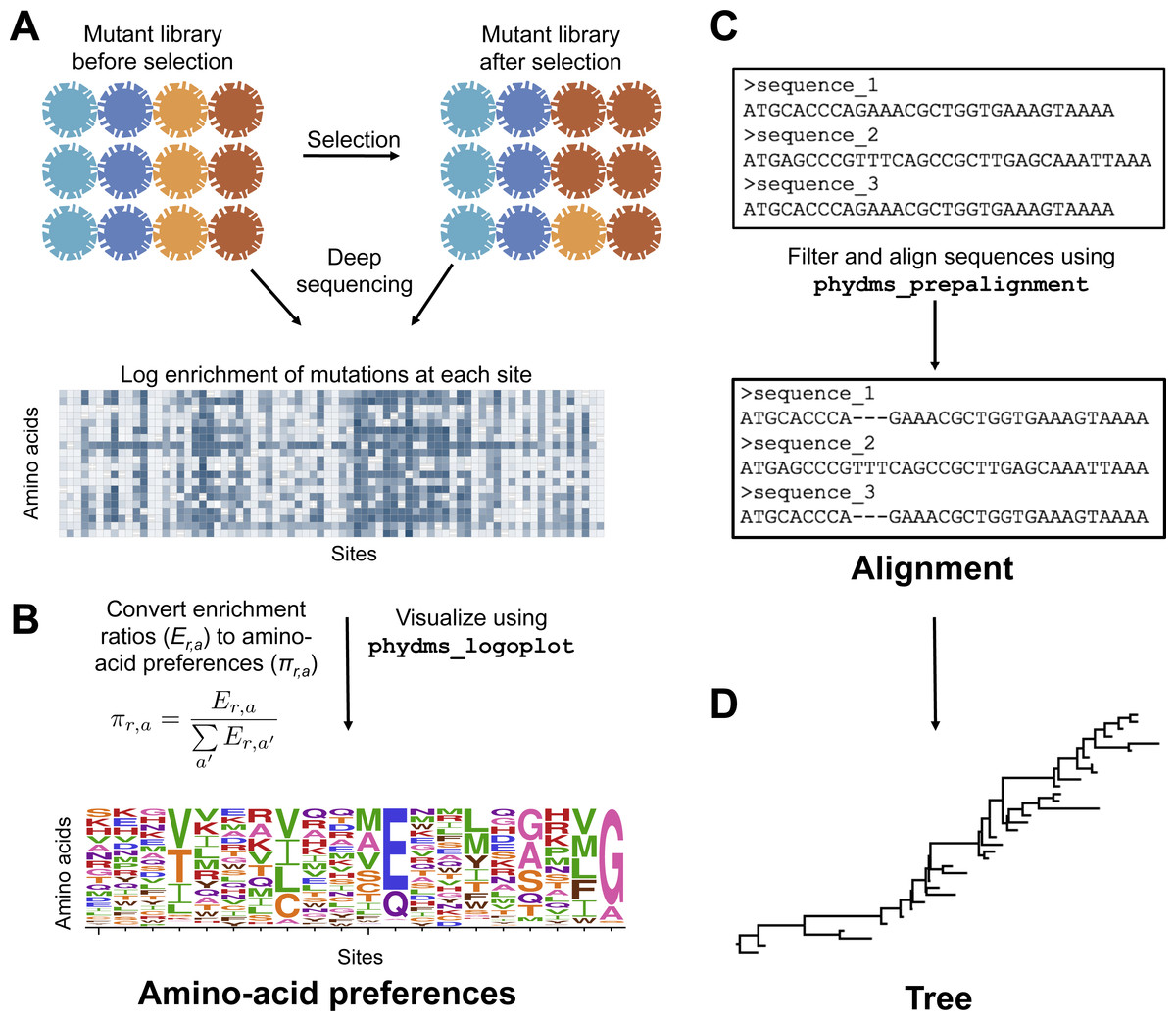
نظرة عامة على سير عمل phydms

### مشروع التعبير عن الأنسجة الوراثية (GTEx)

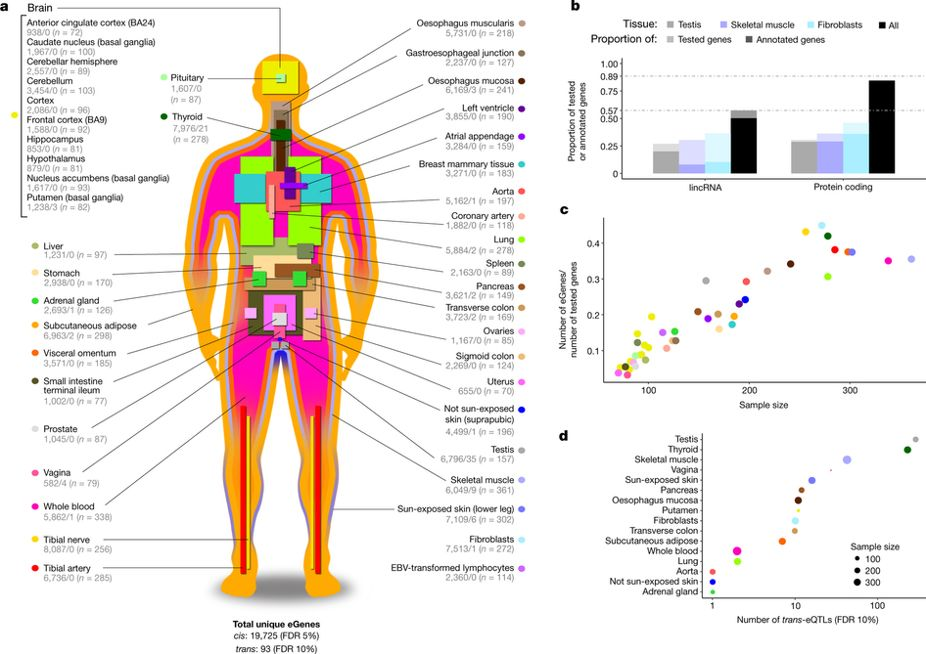
العينات المستخدمة و eQTLs المكتشفة في GTEx v6

### الملاحظات الوظيفية للجينات